# Xanadu (byggnad)

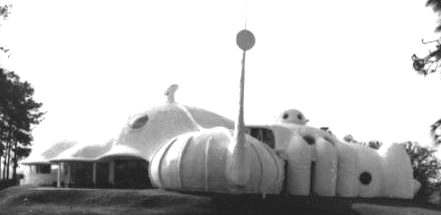
Xanadu House i Florida, 1985.

Xanadu var en serie experimentella byggnader som uppfördes i slutet på 1970-talet och början av 1980-talet i olika delar av USA.
Det första byggdes 1979 i Wisconsin och ytterligare två byggdes i Kissimmee i Florida och i Gatlinburg i Tennessee. Byggnaderna kännetecknades bland annat av att de var tidiga med att använda datorer som stöd för kommunikation och styrning samt att de var byggda med okonventionella metoder och byggnadsmaterial. Husens rundade former i polyuretan framställdes genom gjutning över en uppblåsbar form.

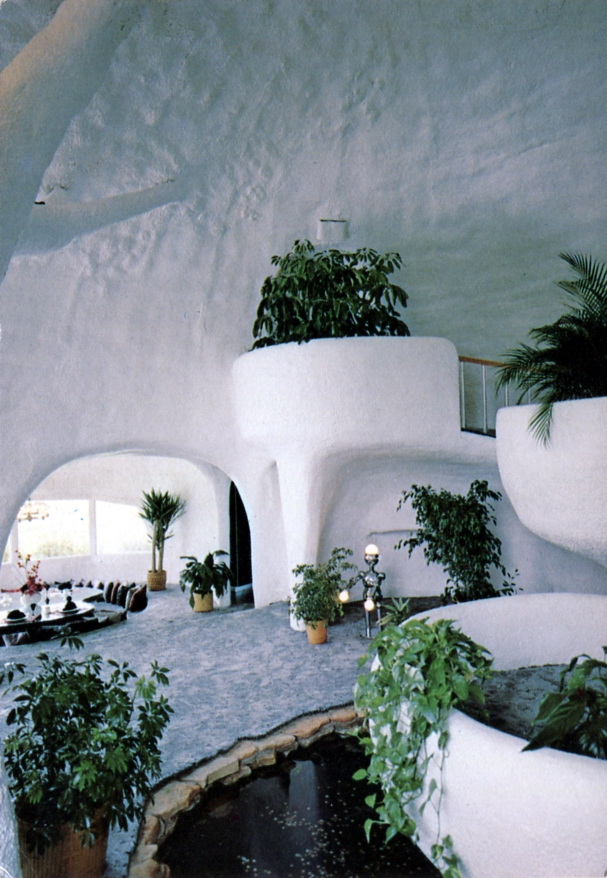
Interiör med näckrosor.

Byggnaderna blev med tiden turistattraktioner men de förlorade i popularitet när datorerna blev omoderna och revs dels i början av 1990-talet, dels 2005.